# David Jones (missionnaire)
Pour les articles homonymes, voir David Jones et Jones.
David Jones (1796-1841) est un missionnaire protestant du début du XIXe siècle. Il fut, avec Thomas Bevan, autre membre de la London Missionary Society, l'introducteur du protestantisme à Madagascar, où ils installent une école à Tamatave en 1818.